# Pałac w Żmigrodzie
Pałac w Żmigrodzie – zabytkowy pałac w Żmigrodzie, mieście w województwie dolnośląskim, w powiecie trzebnickim, nad rzeką Barycz i Sąsiecznica. 
Obiekt wybudowany w latach 1656–1658 i przebudowany w latach 1762–1765 według projektu Carla Langhansa

## Historia
Gród w tym miejscu istniał już w XIII wieku. W połowie XIV w. powstał tu murowany budynek. W 1492 roku zamek w Żmigrodzie należał do rodu von Kurzbach. W 1560 roku została zbudowana wieża mieszkalna. W 1641 roku cesarz Ferdynand III Habsburg nadał dobra Melchiorowi von Hatzfeld. 

## Pałac
Herman Hatzfeld, spadkobierca Melchiora w latach 1655-1660 buduje pałac, który zostaje rozbudowany w latach 1706-1708 na zlecenie Franza Adriana Hatzfelda przez Krzysztofa Hacknera. 
Carl Gotthard Langhans rozbudował pałac przedłużając południowe skrzydło ku zachodowi. Projektant nawiązał do projektu Hacknera. 
Od frontu ryzalit zwieńczony półkolistym frontonem, pod którym znajduje się kartusz z herbem rodziny von Hatzfeldt. Opis herbu: tarcza ma siedem pól związanych z własnościami majątkowymi: tarcza sercowa przedstawia czarną podwójną kotwę ścienną na złotym tle (von Hatzfeldt); w polach: 1. dwugłowy czarny orzeł w koronie (Trachenberg) 2. lew w koronie (Gleichen) 3. orzeł śląski 4.  trzy róże (Wildenburg) 5. róża  (Rosenberg) 6. szachownica (Rosenberg). Obiekt zniszczony w pożarze w 1945 r.. Obiekt jest częścią zespołu pałacowego, w skład którego wchodzi jeszcze park.  
Nad wejściem do ceglanej wieży mieszkalnej – baszy płycina z herbami szlacheckimi von: Kurzbach i Maltzahn, sentencją i datą 1560.

## Galeria

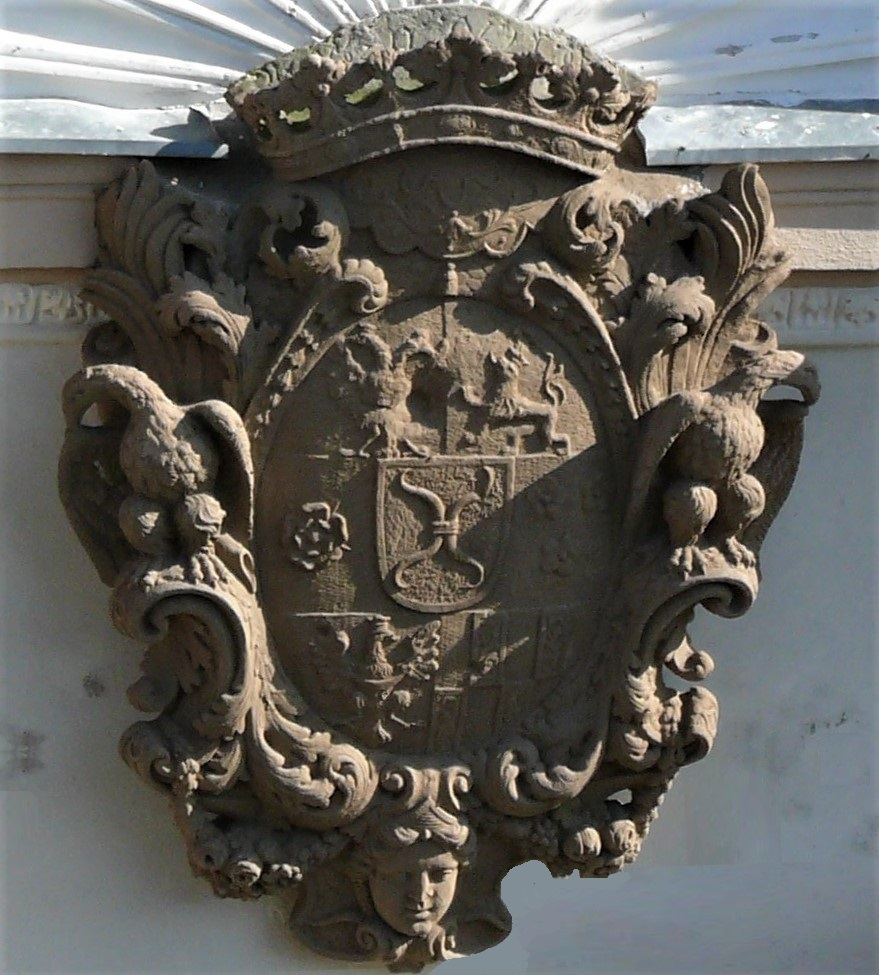
Herb Hatzfeld (fronton)
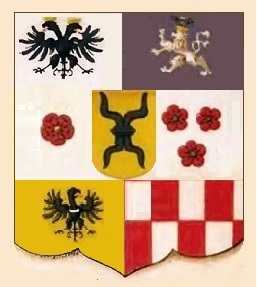
Herb Hatzfeld (tarcza)
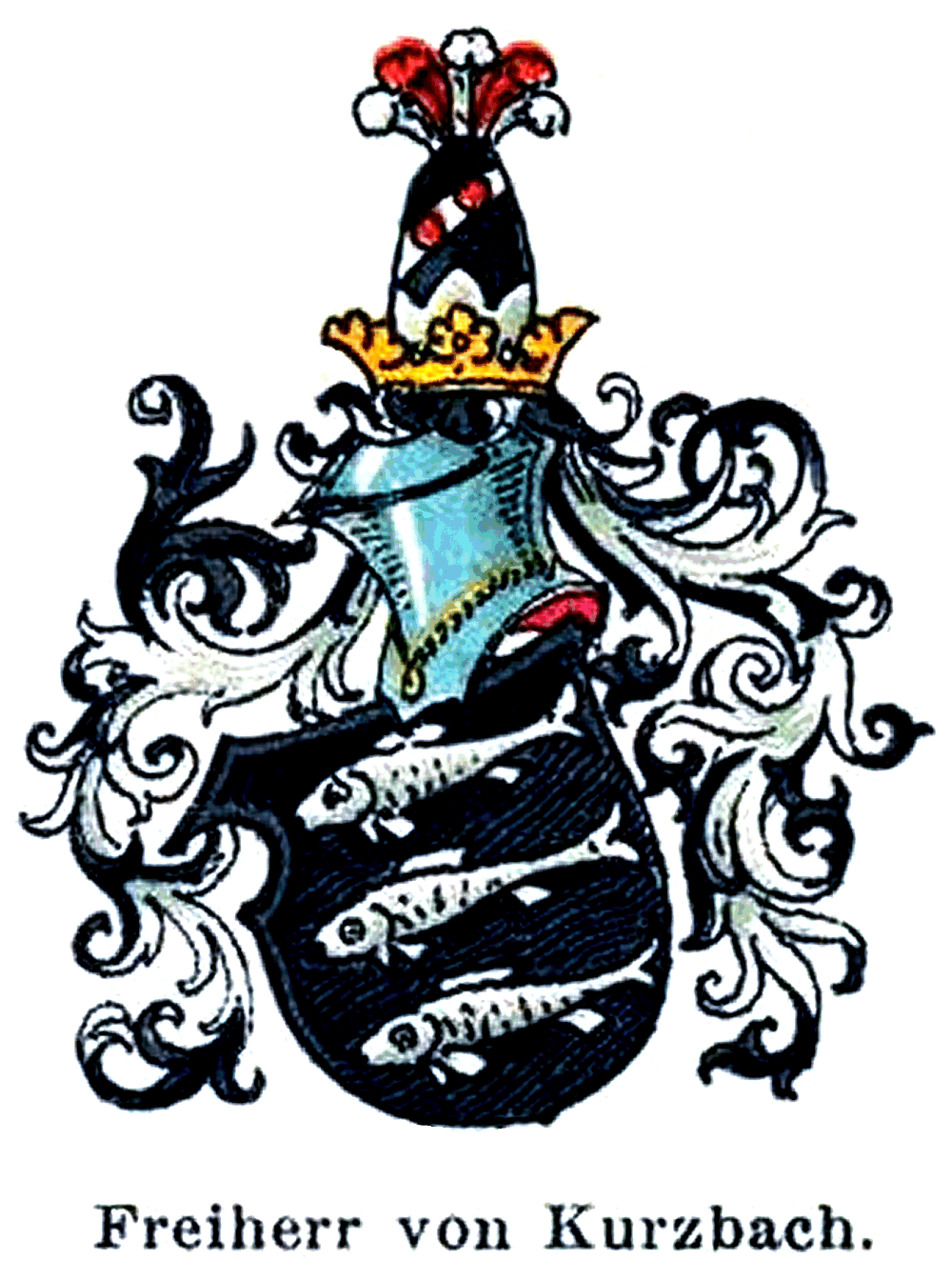
Herb von Kurzbach
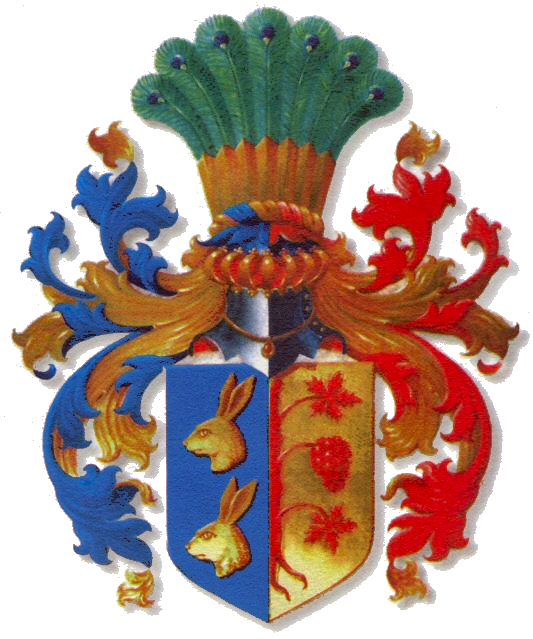
Herb von Maltzahn
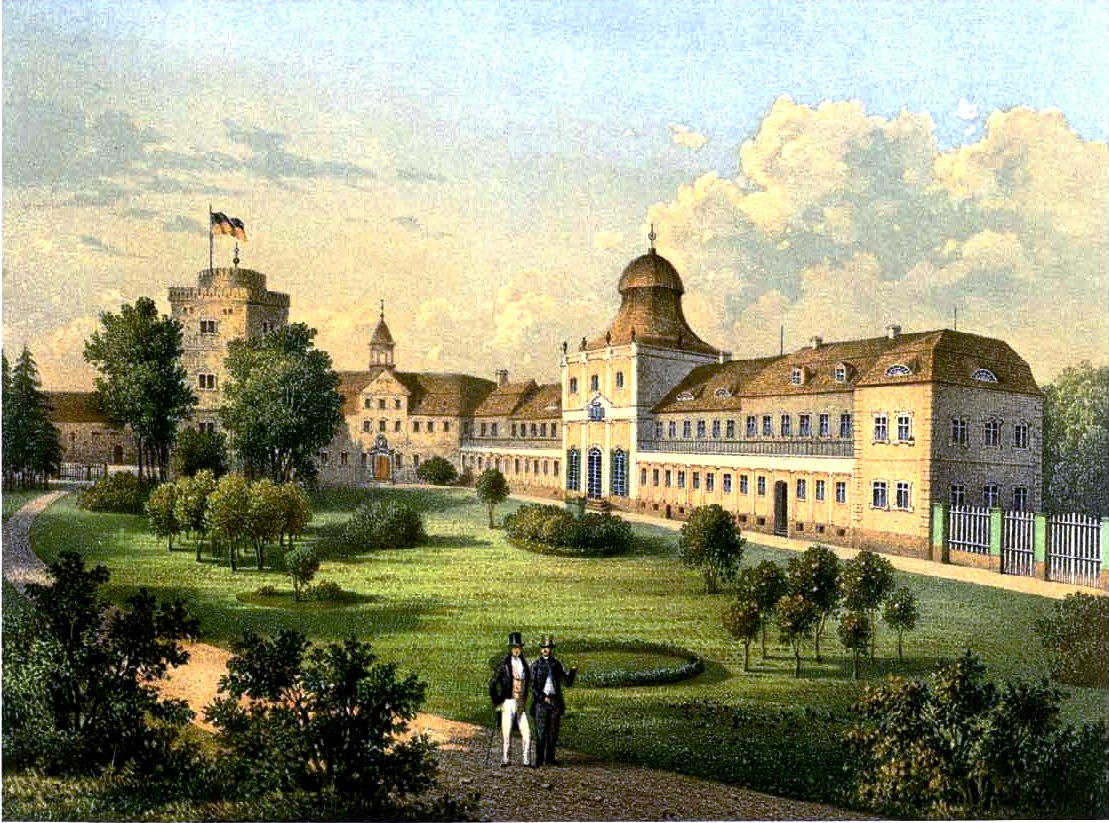
Pałac, II poł. XIX w. wg A. Dunckera
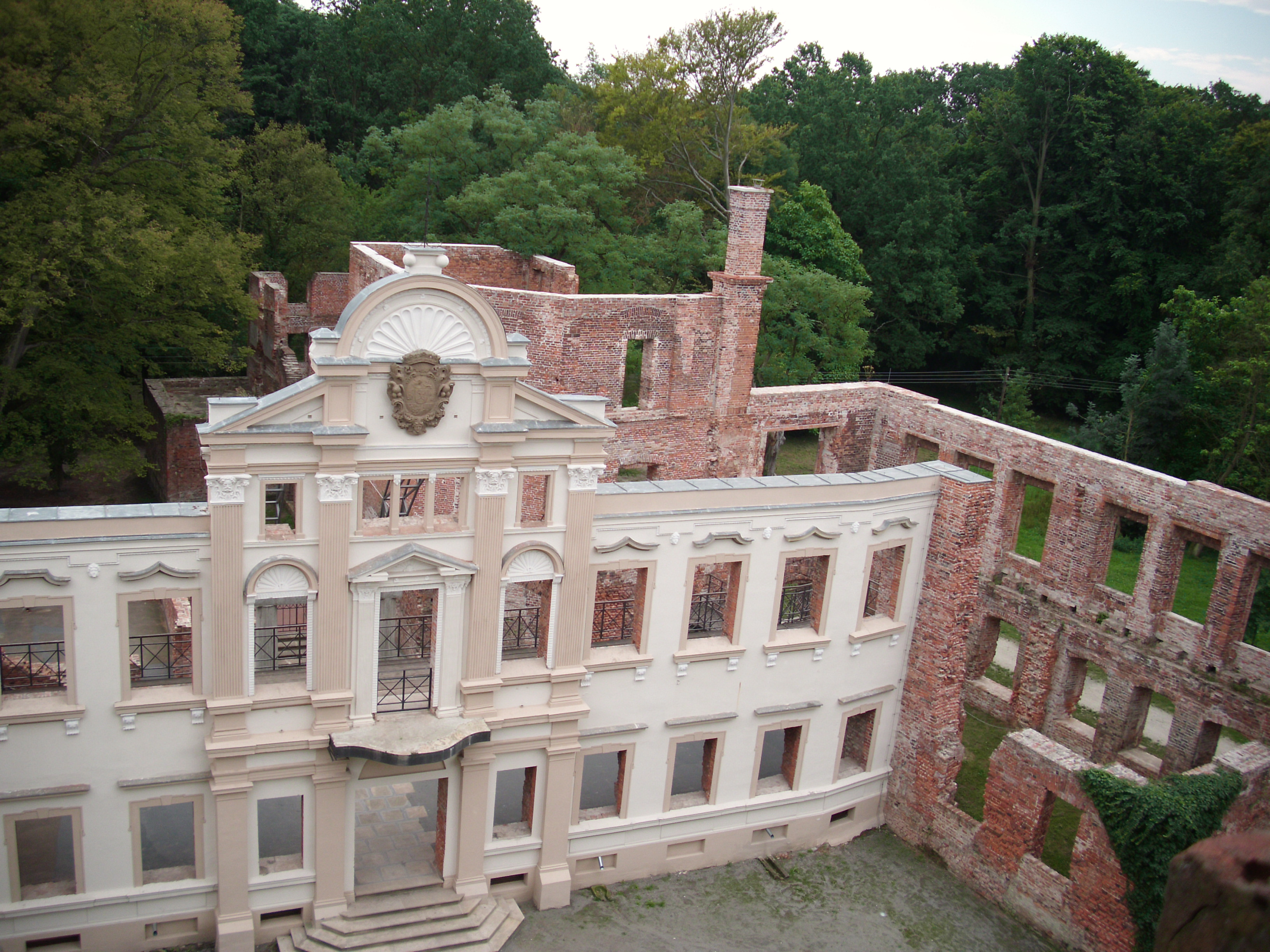
Ruiny pałacu po rewitalizacji